# Raduj się świecie – kolędy
Raduj się świecie – kolędy – drugi album studyjny Mieczysława Szcześniaka, wydany w 1998 roku nakładem wytwórni płytowej EMI Music Poland. Album zawiera 10 kolęd i pastorałek, a kolędą promującą wydawnictwo została tytułowa „Raduj się świecie”.

## Lista utworów
Opracowano na podstawie materiału źródłowego.
1. „Mizerna cicha” – 04:40 (muz. i sł. tradycyjne)
2. „Raduj się świecie” – 02:44 (muz. G.F Händel, sł. pl. P.Zarecki)
3. „Intro - Anioł pasterzom mówił” – 00:08 (intro - Mietek Szcześniak)
4. „Anioł pasterzom mówił” – 02:33 (muz. i sł. tradycyjne)
5. „W żłobie leży” – 04:00 (muz. i sł. tradycyjne)
6. „Gdy się Chrystus rodzi” – 04:14 (muz. i sł. tradycyjne)
7. „Nie było miejsca dla Ciebie” – 05:24 (muz. i sł. tradycyjne)
8. „Cicha noc” – 04:22 (muz. i sł. tradycyjne)
9. „Gdy śliczna Panna” – 05:23 (muz. i sł. tradycyjne)
10. „Zimowa piosenka” – 05:00 (muz. i sł. J.Śliwa)
11. „Raduj się świecie” – 03:00 (edit mix – G.Piwkowski)